# Altenach
Alenach je francouzská obec v departementu Haut-Rhin v regionu Grand Est. V roce 2018 zde žilo 392 obyvatel.

## Geografie
Obec leží 116 kilometrů od Strasbourgu.
Vesnice sousedí s obcemi: Dannemarie, Seppois le Bas, Ballersdorf, Rezwiller, Hagenbach, Friesen, Manzpach, Hindlingen.

## Jméno
Existuje více výkladů původu jména obce. Mimo jiné deformací latinského slova Attiniacum nebo z německého zur alten ache.

## Památky
- kaple Sainte Barbe
- kostel Saint Sylvestre z 19. století

## Vývoj počtu obyvatel
Počet obyvatel